# Russkie Viteazi
Russkie Viteazi (în rusă Ру́сские Ви́тязи) este un grup aviatic de înalt pilotaj demonstrativ al Forțelor Aeriene Ruse. A fost format la 5 aprilie 1991, la baza aviatică Kubinka (60 km vest de Moscova) și constă dintr-o echipă de șase bombardiere Suhoi Su-27. Echipa este prezentă la toate evenimentele publice aviatice din Rusia și multe de peste hotare. Primele demonstrații peste hotare le-a făcut în septembrie 1991, în Regatul Unit.
Acesta este unicul grup de pilotaj demonstrativ din lume care evoluează cu avioane din clasa bombardierelor grele, dar și prin faptul că bombardierele sunt de producție în serie. Masa medie totală a grupului de șase avioane în timpul acrobațiilor este de circa 150 de tone.

## Incidente

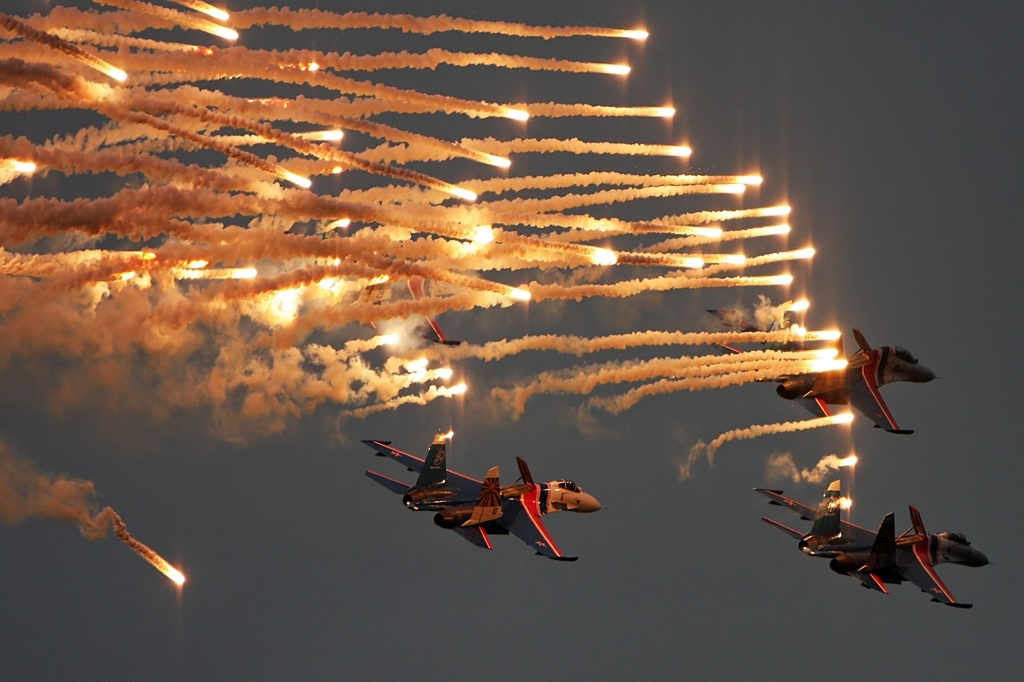
Russkie Viteazi la un zbor-tribut pentru Igor Tkacenko

Pe 12 decembrie 1995, în timp ce se apropiau de baza aviatică Cam Ranh (Vietnam) pentru realimentare, în condiții meteo nefavorabile, două avioane Su-27 și un Su-27UB ale celor de la Russkie Viteazi s-au ciocnit de un munte, în rezultat murind patru piloți.
Pe 16 august 2009, în timpul unor repetiții pentru demonstrațiile aviasalonului MAKS-2009, în preajma aerodromului din Ramenskoe, s-au ciocnit două Su-27 ale grupului Russkie Viteazi, în rezultat murind comandantul Igor Tkacenko, iar unul din avioane prăbușindu-se peste niște vile din apropiere care au fost distruse complet.
În pofida tragediei, restul zborurilor demonstrative nu au fost anulate, desfășurându-se după cum au fost programate (inclusiv prima decolare publică a noului «Suhoi Superjet 100»).

## Galerie

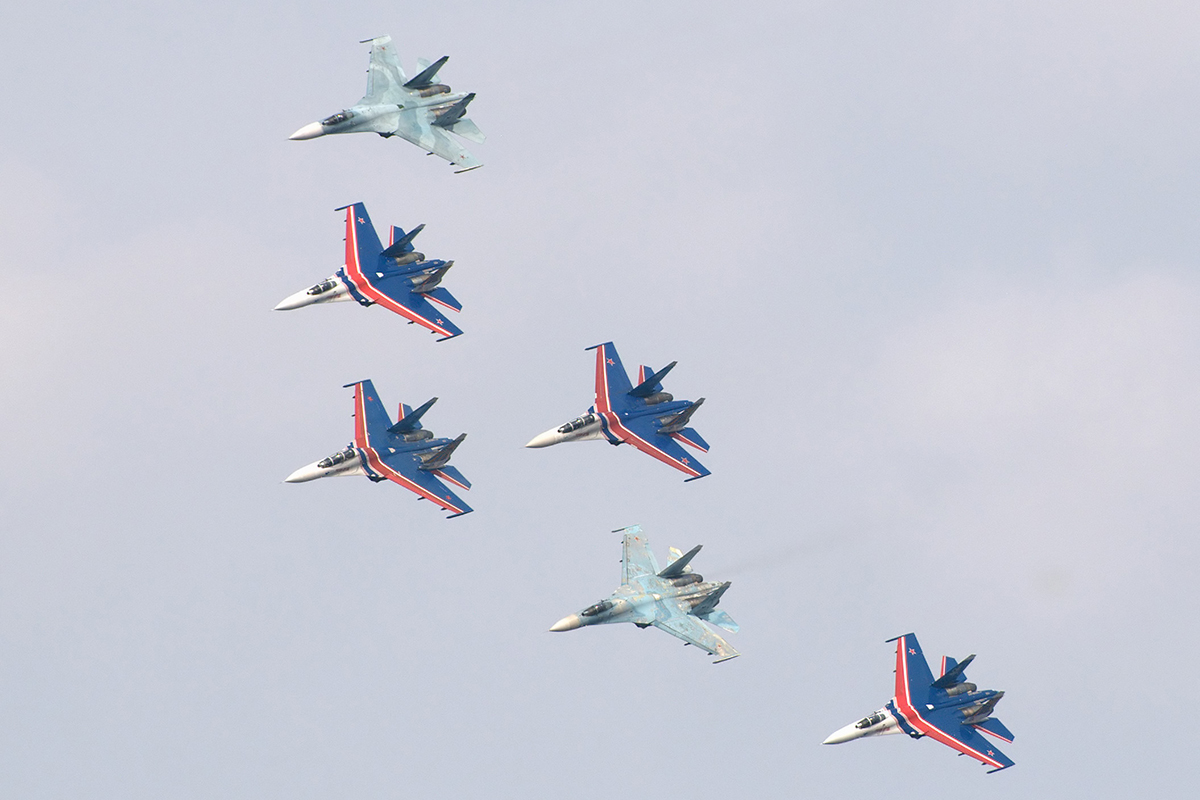
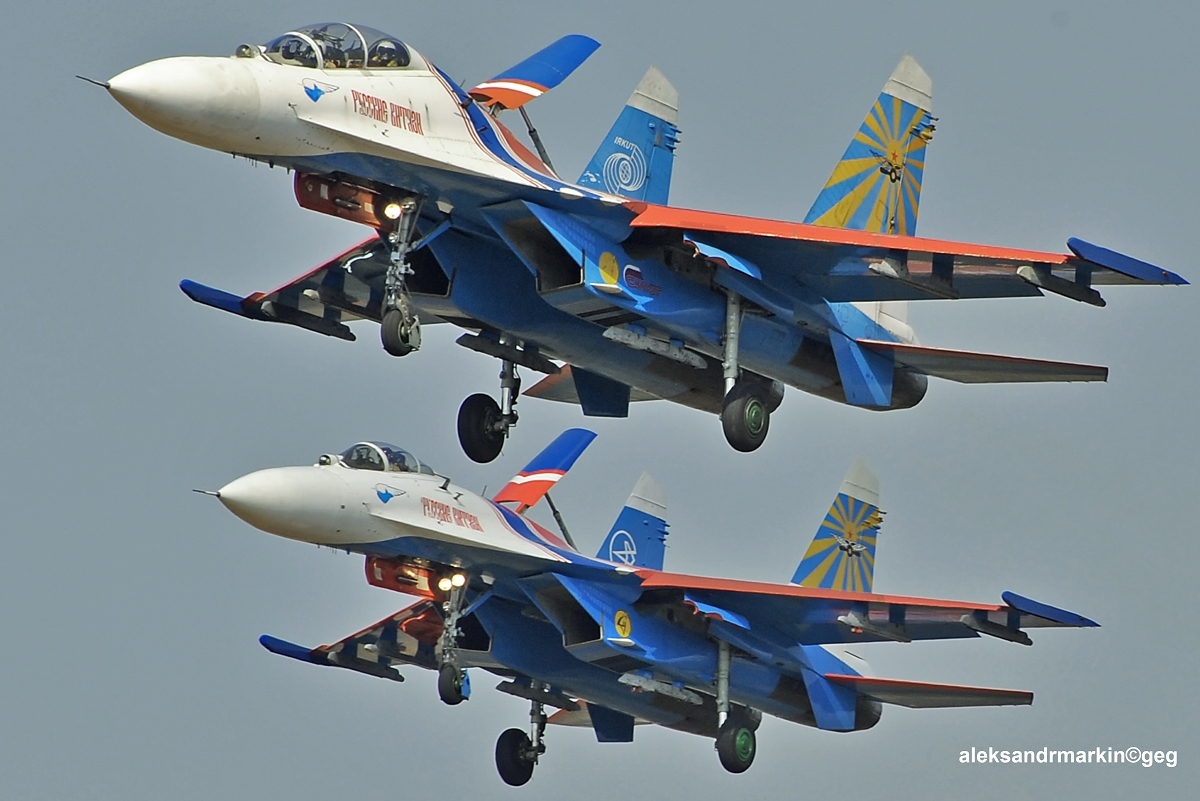
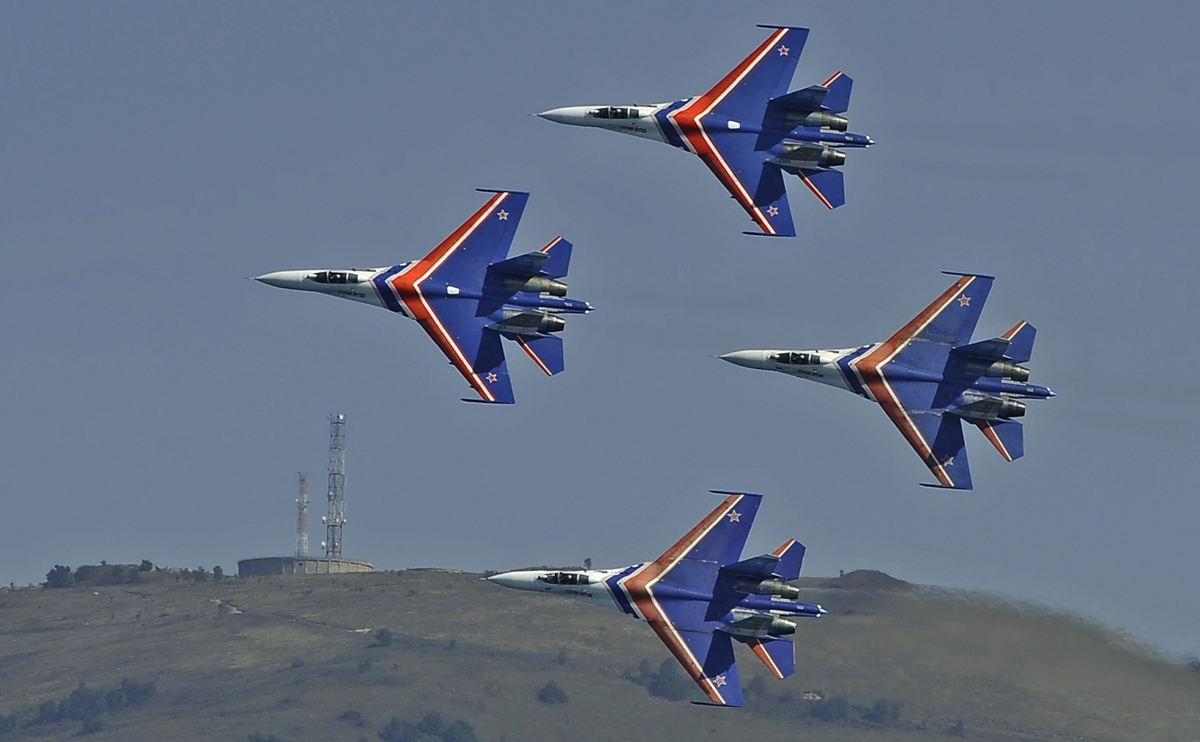
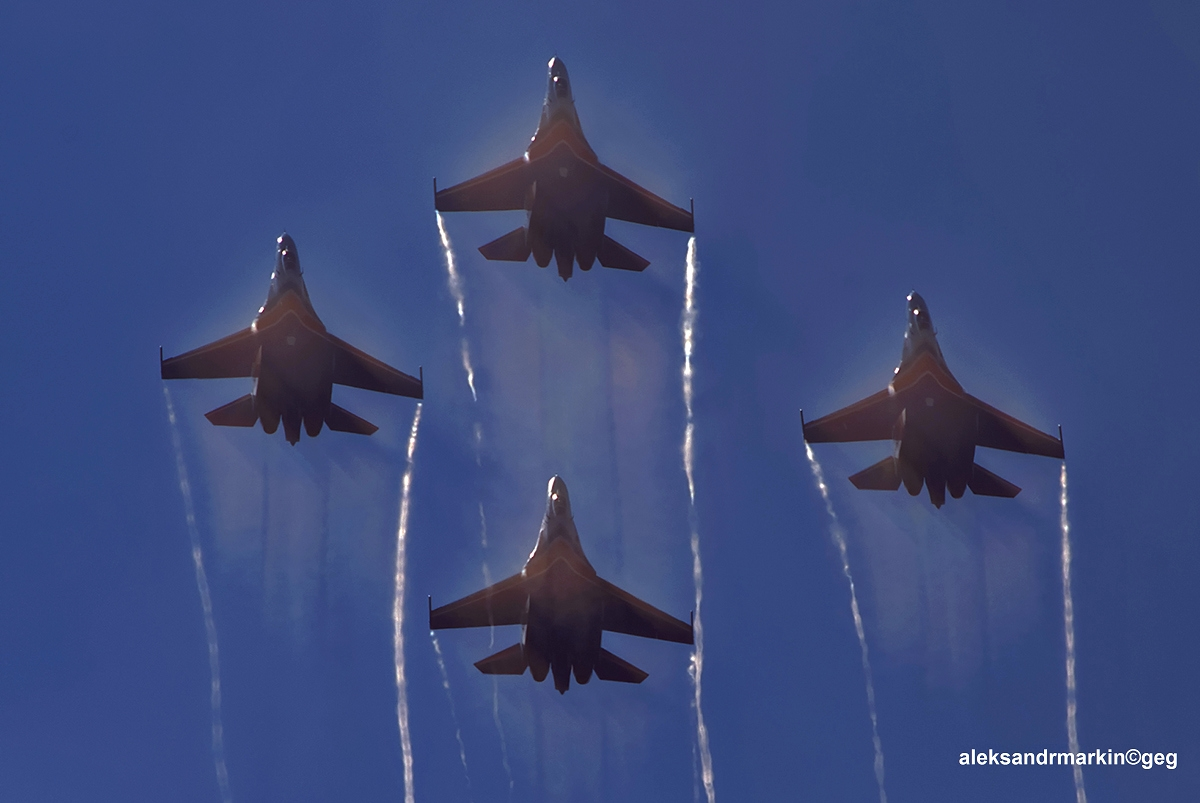
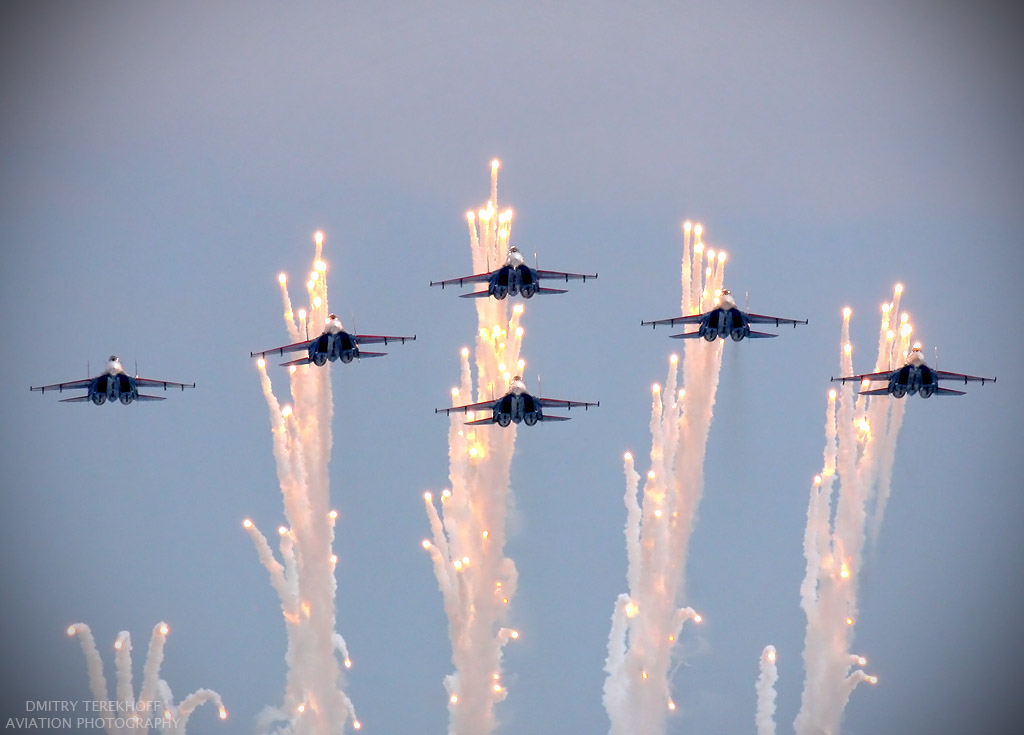
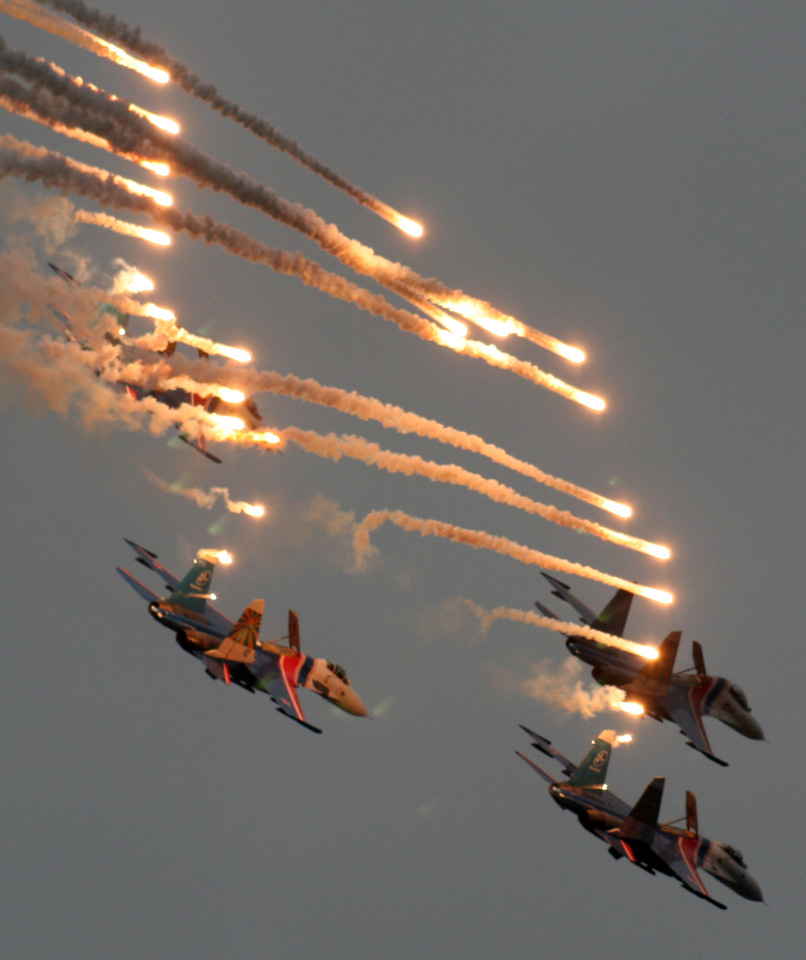
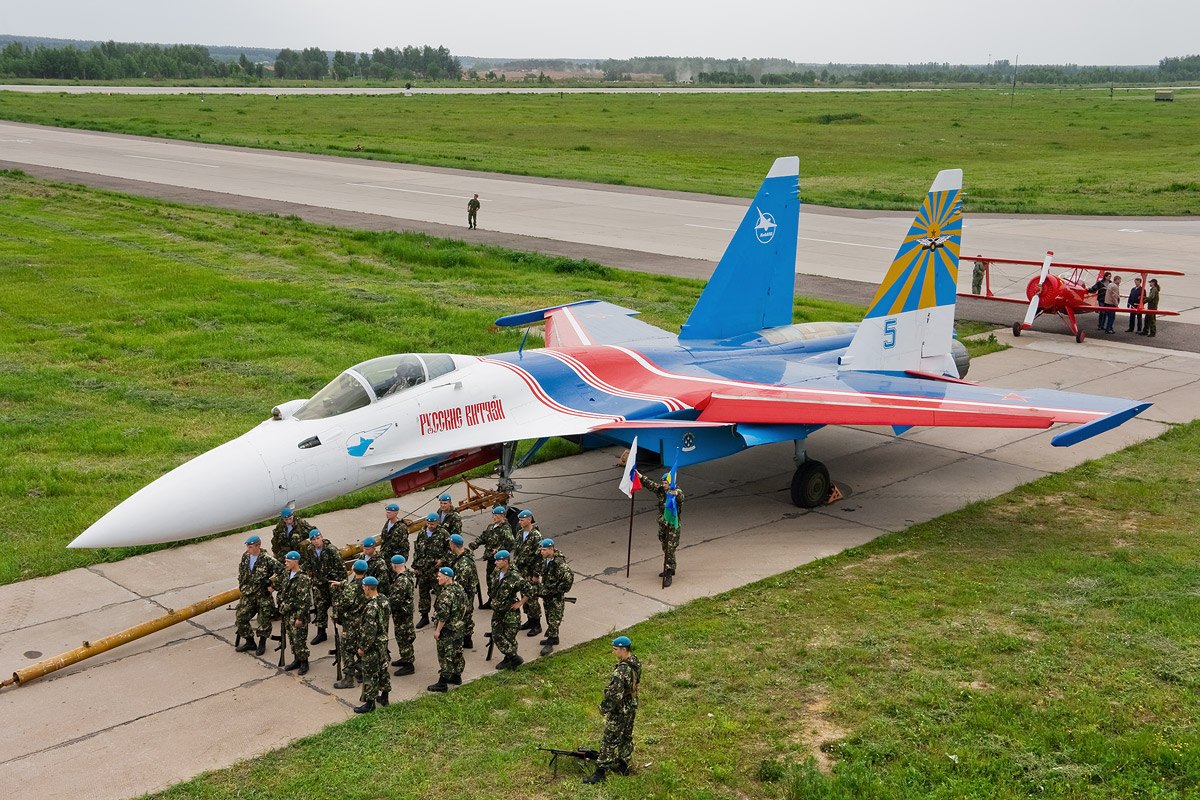